# آرنو تورپینن
آرنو تورپینن (فنلاندی: Aarno Turpeinen؛ زادهٔ ۲۱ مارس ۱۹۷۱) بازیکن فوتبال اهل فنلاند بود.
از باشگاه‌هایی که در آن بازی کرده‌است می‌توان به باشگاه فوتبال رووانیمی پالوسئورا و باشگاه فوتبال هلسینکی اشاره کرد.
وی همچنین در تیم ملی فوتبال فنلاند بازی کرده‌است.